# Réserve naturelle régionale de l'étang de Haute-Jarrie

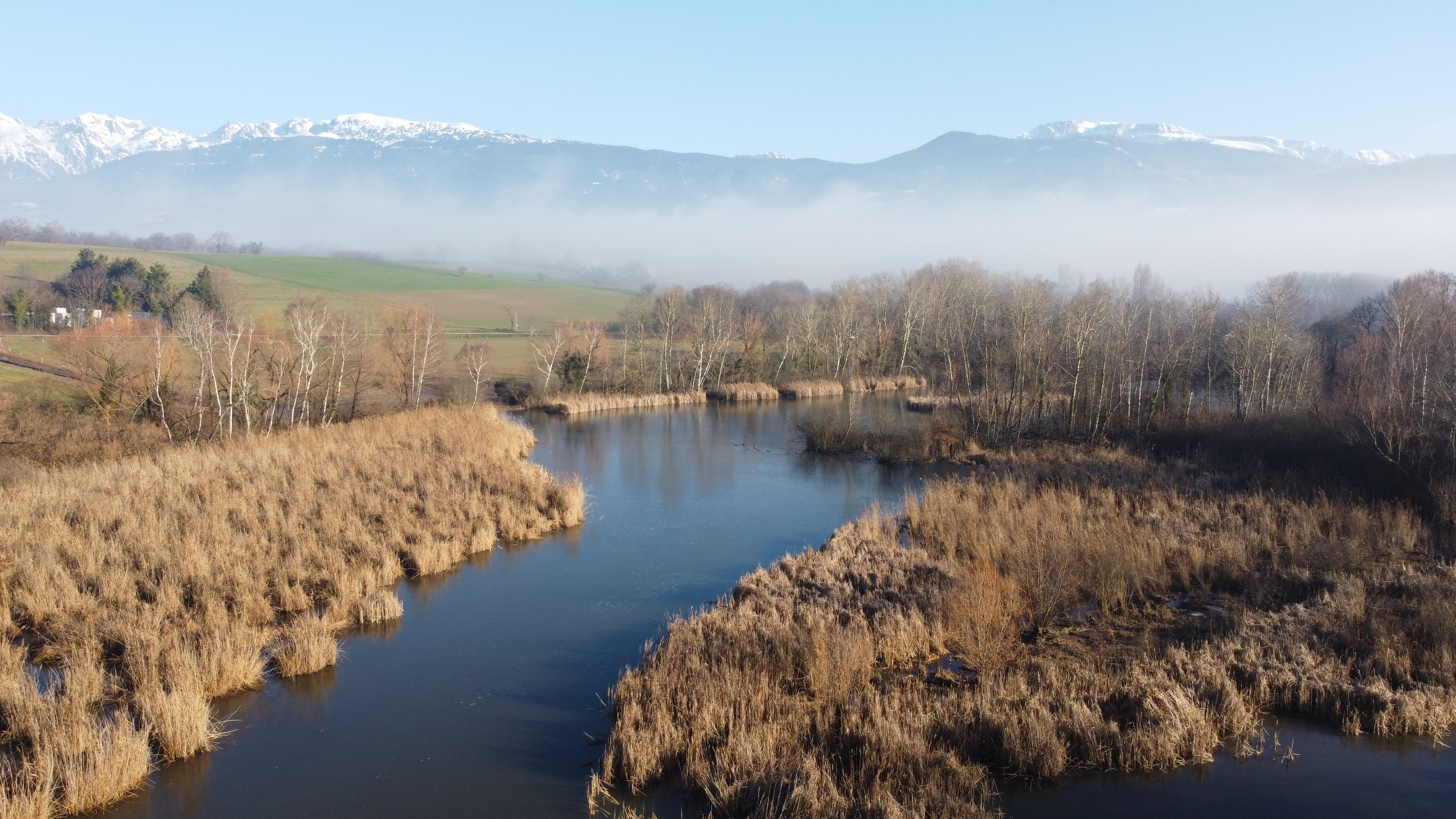
Roselières et zones humides de la RNR de l'Etang de Haute-Jarrie

La Réserve naturelle régionale de l'étang de Haute-Jarrie (RNR74) est une réserve naturelle régionale située en Auvergne-Rhône-Alpes. Classée en 2008, elle occupe une surface de 11 hectares et protège un étang et les zones humides qui l'environnent. À la réserve s'ajoute un périmètre de protection de 21 ha, créé en 2013.

## Localisation

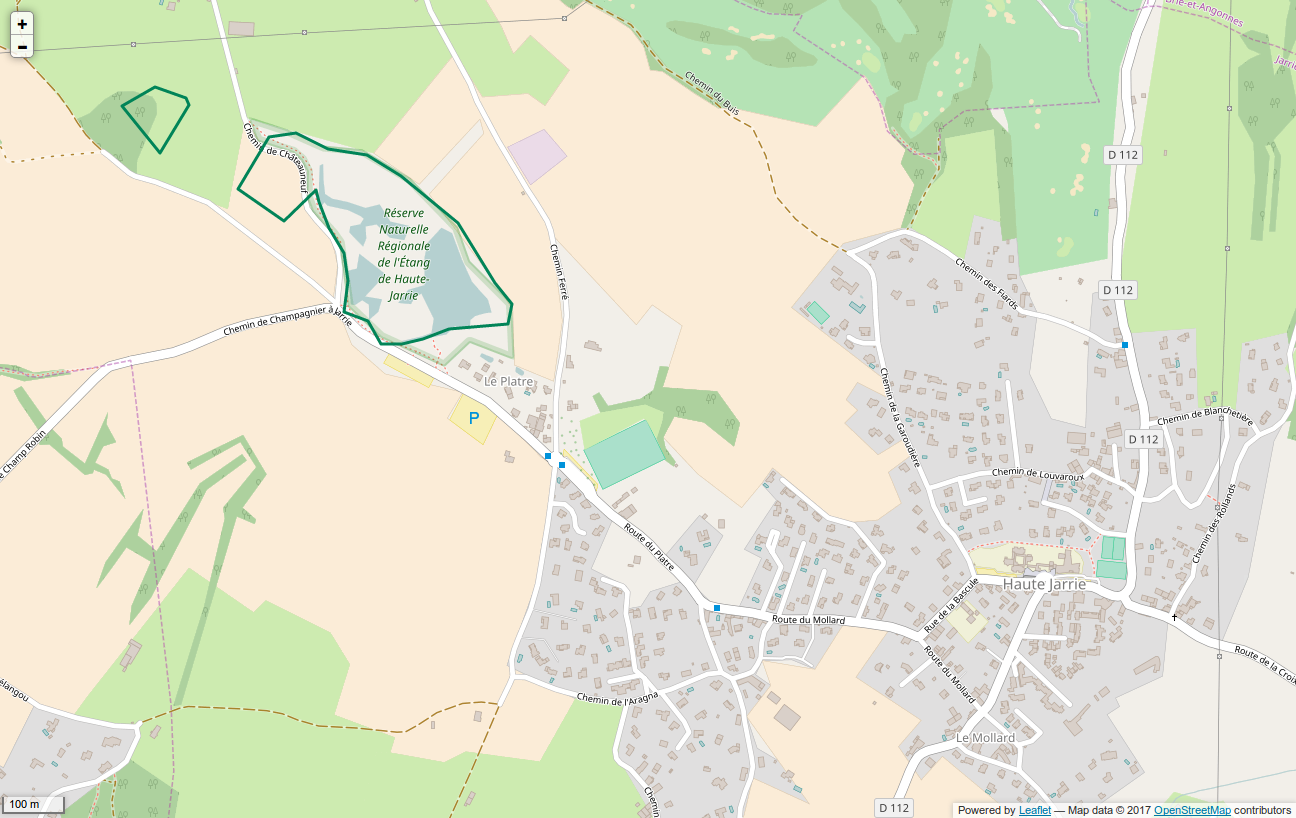
Périmètre de la réserve naturelle.

À 13 km de Grenoble, le territoire de la réserve naturelle est dans le département de l'Isère, sur la commune de Jarrie à une altitude moyenne de 378 m sur le plateau de Champagnier.

## Histoire du site et de la réserve

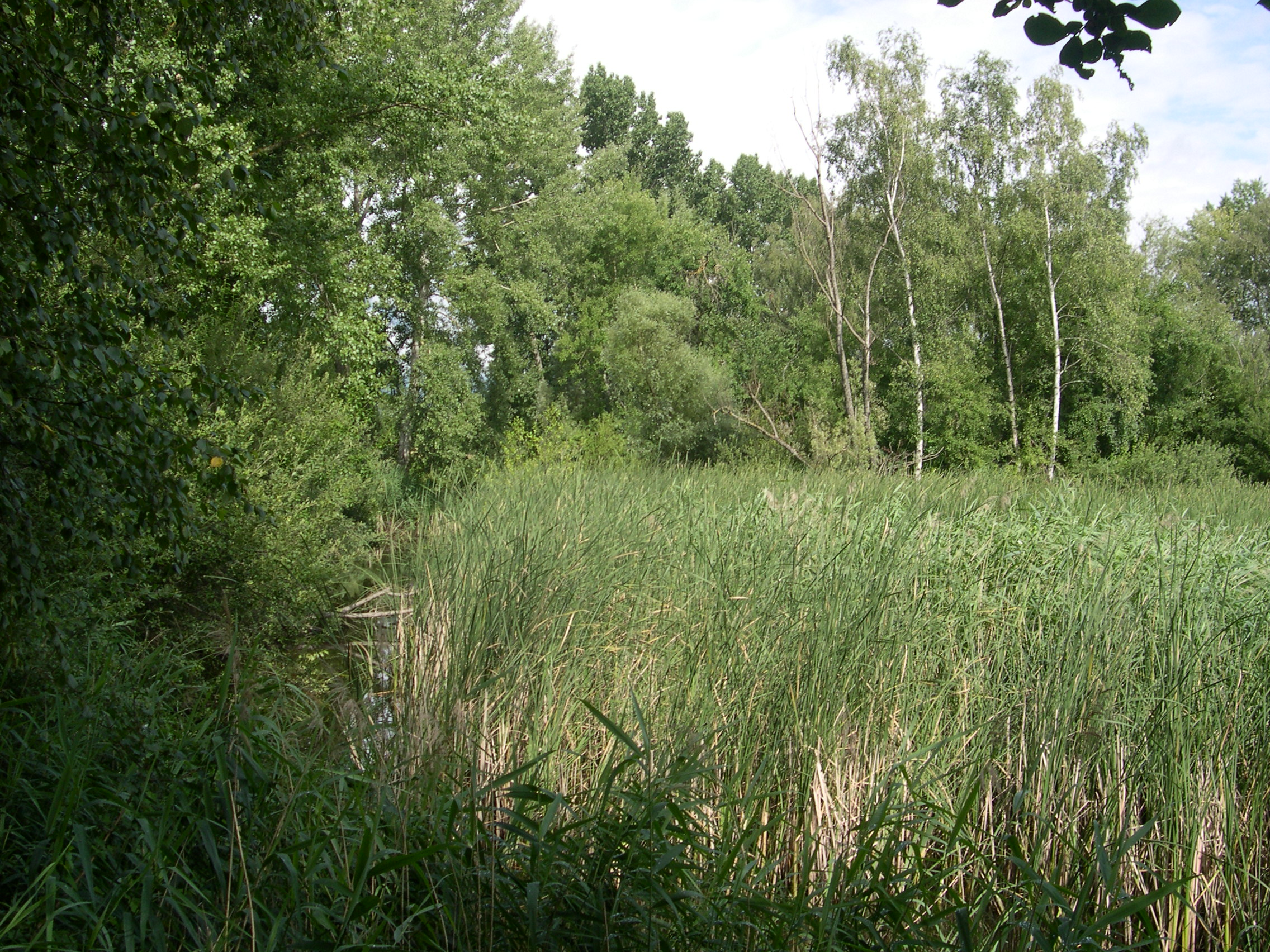
Roselière

L'étang a été formé lors du recul des glaciers. Il est exploité dès le Moyen Âge pour la pêche. Les prairies sont pâturées et fauchées pour la litière. 
Au XXe siècle, il est abandonné, devient une décharge et commence à se combler. Dans les années 1970, les naturalistes interviennent pour demander sa protection. En 1972, la commune de Jarrie limite les usages sur l’étang puis une protection plus marquée intervient le 2 juillet 1984 par la création d'une réserve naturelle volontaire. Enfin, le site est classé en réserve naturelle régionale en 2008 et son périmètre de protection créé en 2013.

## Écologie (biodiversité, intérêt écopaysager…)
Outre l'étang, on trouve sur le site des roselières, des prairies humides et des boisements. Le site est connu de longue date pour ses odonates bien qu'une mare hébergeant des populations importantes de Leste dryade ait été comblée. Dans l'axe du Grésivaudan, le site sert également de halte migratoire pour les oiseaux.

### Flore
La flore compte au moins 235 taxons. Parmi elles, l'Utriculaire commune ainsi que le Pigamon simple. La Gratiole officinale et la Germandrée des marais, également référencées, n'ont pas été revues respectivement depuis 2004 et 2008.

### Faune
Les inventaires de l'avifaune en 2005 indiquaient au moins 54 espèces. On dénombre actuellement plus de 180 espèces parmi lesquelles : Héron pourpré, Rousserolle effarvatte, Rousserolle verderolle, Rousserolle turdoïde, Blongios nain, Gobemouche noir, Torcol fourmilier, Pouillot fitis, Sarcelle d'été. 
On trouve aussi sur le site 8 espèces d'amphibiens et reptiles dont la Couleuvre verte et jaune et le Crapaud commun.

### Fragilité du site
Le site se caractérise par la fragilité de l’hydrosystème[Quoi ?] qui maintient les habitats et espèces remarquables, la fragilité des zones humides périphériques ainsi que la richesse de la biodiversité sur une surface faible. Il fait face à plusieurs menaces : le comblement de l’étang, la réduction de l’alimentation en eau et la baisse de sa qualité, la présence d’espèces envahissantes, la pression foncière ou liée au grand nombre de visiteurs et de véhicules.

## Intérêt touristique et pédagogique

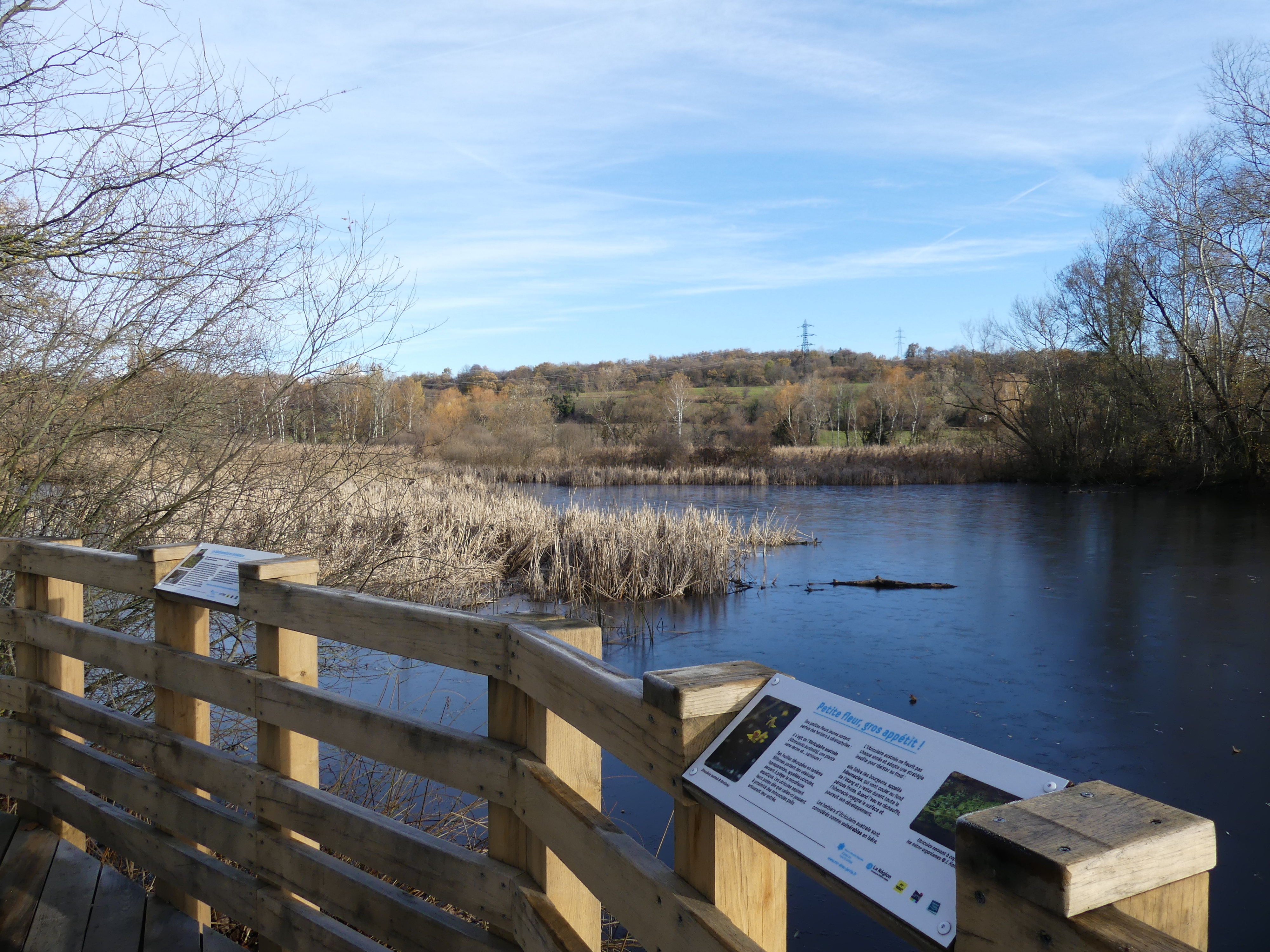
Observatoire et panneaux d'informations sur la RNR de l'Etang de Haute-Jarrie

Proche de Grenoble mais à l'écart de l'activité de la vallée de la Romanche, le site attire les promeneurs. Il est ouvert au public toute l'année mais seule une partie est accessible. Entre 2021 et 2023, le mobilier d’accueil a été renouvelé. plusieurs observatoires ainsi que des panneaux d'interprétation facilitent l’observation et présentent la faune, la flore et leurs habitats au public.

## Administration, plan de gestion, règlement
La réserve naturelle a été créée par une délibération du 25 septembre 2008. Un règlement limite les usages afin de préserver la biodiversité présente. La réserve naturelle est gérée depuis le 1er janvier 2019 par Grenoble Alpes Métropole.
Afin de coordonner les usages (agricoles, récréatifs) et la conservation de la nature, un plan de gestion a été rédigé, puis validé par le Comité Consultatif de la réserve, et le Conseil Scientifique Régional du Patrimoine Naturel (CSRPN) puis par la Région Auvergne Rhône-Alpes, pour 10 ans sur la période 2020-2029.